# Аунгете
Аунгете (фр. Aoungété) — деревня в Чаде, расположенная на территории региона Канем. Входит в состав департамента Канем.

## География
Деревня находится в западной части Чада, к северо-востоку от озера Чад, на высоте 306 метров над уровнем моря.
Аунгете расположен на расстоянии приблизительно 192 километров к северо-северо-востоку (NNE) от столицы страны Нджамены. Ближайшие населённые пункты: Бир-Мафи, Диаталари, Мели, Ндиукоа, Сиди-Малари, Абани-Арак, Абукиема.
Климат деревни характеризуется как аридный жаркий (BWh в классификации климатов Кёппена).

## Транспорт
Ближайший аэропорт расположен в городе Нгури.